# Дю Рё, Эсташ де Крой (епископ)
Эсташ де Крой (фр. Eustache de Croÿ; ок. 1505 — 3 октября 1538, замок Марёй (Артуа) — епископ Арраса с 1524.

## Биография
Третий сын Ферри де Кроя, сеньора дю Рё, и Ламберты де Бримё.
Был прево капитулов Эра и Сент-Омера. В 1524 году назначен епископом Арраса, и вступил в должность через представителя, в соответствии с буллой римского папы.
Об административной деятельности Эсташа известно мало; он редко появлялся в своём диоцезе, но успешно представлял его интересы при императорском дворе.
При создании Карлом V совета Артуа Эсташ был назначен одним из шести комиссаров, уполномоченных председательствовать на его открытии (ордонанс 20 июня 1530).
Подписал прошение, поданное императору знатью и духовенством Артуа, о подтверждении вольностей и привилегий церкви Арраса, предоставленных в период французского владычества. Жалованной грамотой, данной в Генте 13 мая 1531, Карл V удовлетворил просьбу.
В период епископства Эсташа в Аррас начали проникать протестантские идеи, распространявшиеся бродячими торговцами, и нашедшие адептов среди низшего духовенства и простого народа.
Епископ умер 3 октября 1538 в своём замке Марёй в возрасте 33 лет, и был погребен в кафедральном соборе Сент-Омера. Его сердце было помещено в церкви аббатства Марёй.
Мать Эсташа заказала скульптору Жаку дю Брёку пышное надгробие из черного и белого мрамора, украшенное гербом дома дю Рё и эпитафией.